# Trichosteleum hebridarum
Trichosteleum hebridarum là một loài rêu trong họ Sematophyllaceae. Loài này được W. Schultze-Motel mô tả khoa học đầu tiên năm 1973.